# チョーラ朝

チョーラ朝

チョーラ朝の領土

チョーラ朝（チョーラちょう、Chola dynasty）は、9世紀から13世紀にかけて、南インドを支配したタミル系のヒンドゥー王朝（846年頃 - 1279年）。首都はタンジャーヴール、ガンガイコンダチョーラプラム。
チョーラ朝の名が付く南インドの地方政権は、シャンガム文学と呼ばれるタミル古典文学にも記述があり、1世紀から3世紀頃にカーヴェーリ河畔のタンジャーヴールよりやや上流のウライユールに首都を置き、全インド征服やセイロン島遠征で多くの捕虜を連れ帰ったというカリカーラ王の伝承で知られるが、一般的にはパッラヴァ朝の封臣であったヴィジャヤーラヤがタンジャーヴールに興した王朝のことを指す。なお、シャンガム文献のチョーラ朝とこれから記述するチョーラ朝と関係は明らかになっていない。

## 歴史

### チョーラ朝の台頭と試練

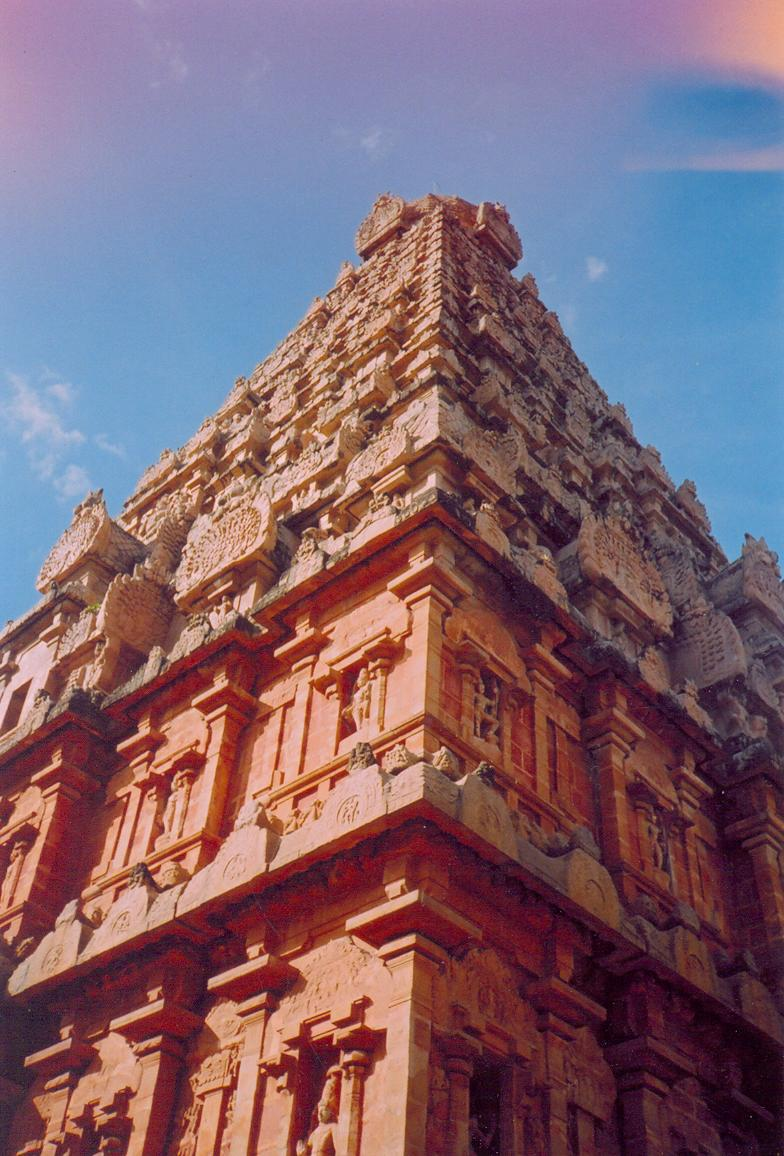
タンジャーヴールのプリハディーシュヴァラ寺院

チョーラ家のヴィジャヤーラヤ（在位：846年 - 871年）は、パッラヴァ朝がパーンディヤ朝と抗争を繰り返す過程で勢力を拡大し、846年頃にパッラヴァ朝の封臣ムッタライヤル家からタンジャーヴールを奪って本拠とした。
孫のアーディティヤ1世（在位：871年 - 907年）は、パッラヴァ朝の内乱に乗じて主君であるはずのアパラージタを殺害し、その領地を併合した。
次のバラーンタカ1世（在位：907年 - 955年）は、920年にパーンディヤ朝の本拠マドゥライを陥落させ、セイロンの援軍も破ってパーンディヤ朝の版図を併合した。パーンディヤ王は、セイロンに逃れ、セイロンとチョーラ朝はこのことを契機に反目するようになった。
しかし、949年、バラーンタカ1世はラーシュトラクータ朝のクリシュナ3世に破れ、チョーラ朝の北部、つまりパッラヴァ朝の故地の大半を奪われた。このためチョーラ朝は、カーヴェーリ川下流域を支配するのみの小勢力にまで落ち込んだ。
965年、クリシュナ3世が没すると東チャールキヤ朝などとの協力で衰運のラーシュトラクータ朝を攻撃する一方、セイロン遠征をおこない、バラーンタカ2世（在位：957年 - 973年）時代にはかなりの失地を回復することができた。
だが、次王ウッタマ・チョーラ（在位：970年 - 985年）の治世には、973年にデカン高原にラーシュトラクータ朝に代って後期チャールキヤ朝が成立し、後期チャールキヤ朝の攻撃を受け弱体化した。

### ラージャラージャ1世とラージェーンドラ1世の栄光

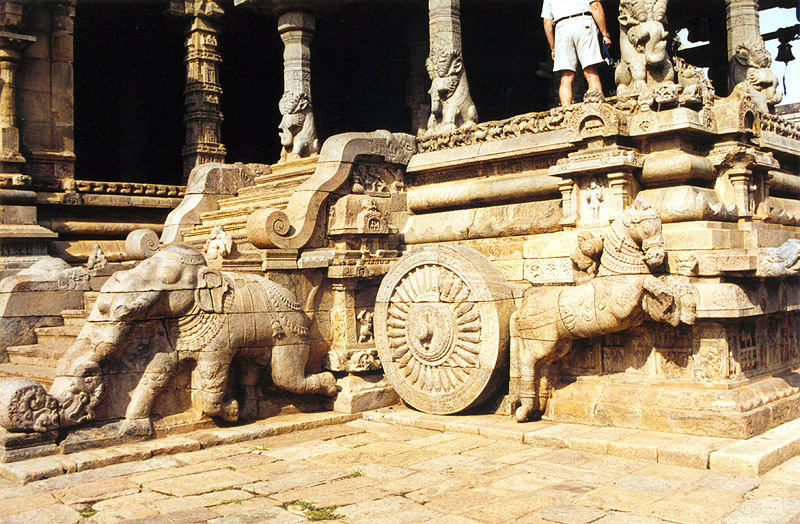
タンジャーヴールのブリハディーシュヴァラ寺院に刻まれた壁面レリーフの一部

最盛期のチョーラ朝の領土と勢力圏

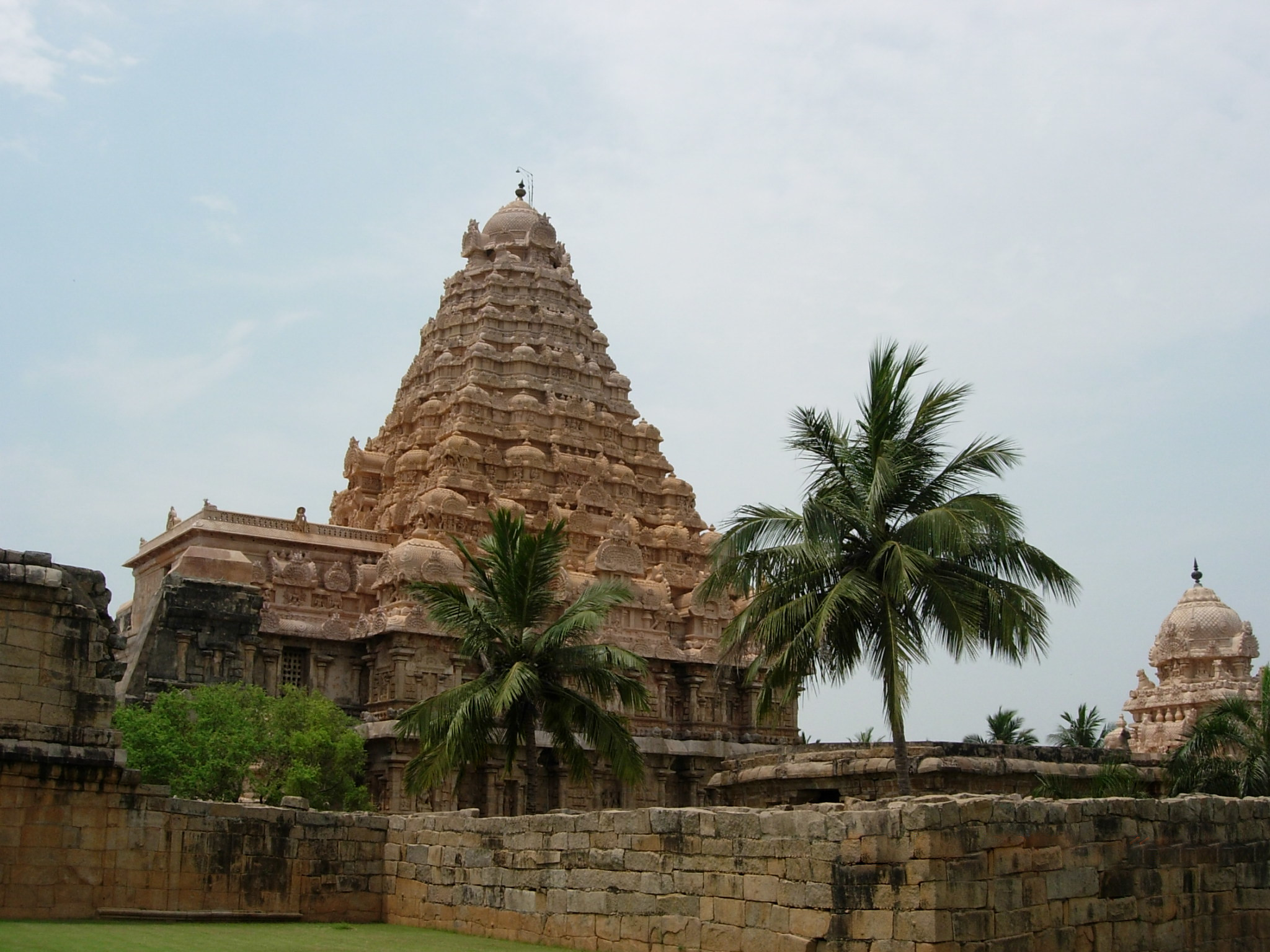
ガンガイコンダチョーラプラムのラージェーンドレーシュヴァラ寺院

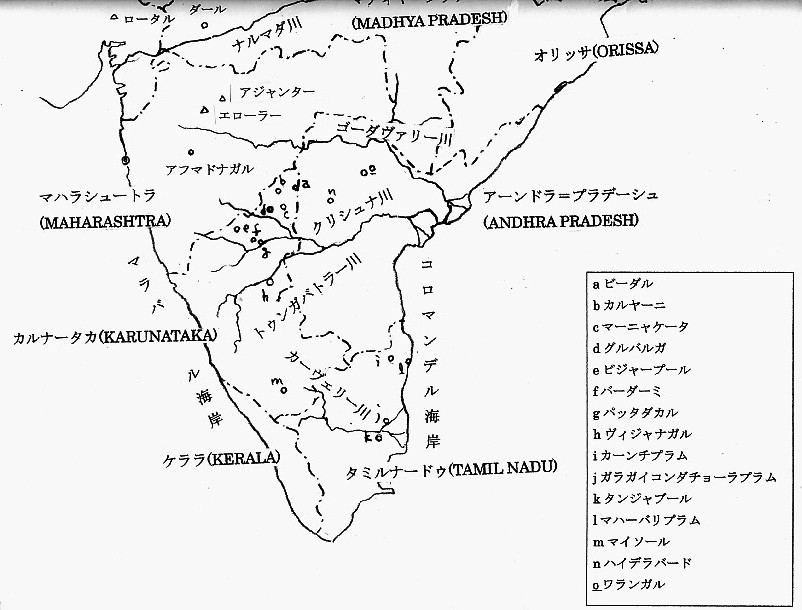
デカン、南インドの中世都市及び石窟寺院

ウッタマ・チョーラの死後、ラージャラージャ1世（在位：985年 - 1016年）が即位することとなった。ラージャラージャ1世はチョーラ朝の英傑として知られ、パーンデイヤ朝とケーララ、セイロンの勢力を破り、セイロンの北半分を併合、支配した。
アーンドラ地方の東チャールキヤ朝は、10世紀以降、王族間の争いのため、一時的に断絶していたが、これを奇貨としたラージャラージャ1世は東チャールキヤ家のシャクティヴァルマン1世を擁立して再興した。またシャクティヴァルマン1世の弟、ヴィマラーディティヤに娘クンダヴァーを嫁がせた（クンダヴァーは後のラージェーンドラ1世の妹にあたる）。
このため、ラージャラージャ1世は東チャールキヤ朝の宗主権をめぐって勢力争いを起こすことになった。西部デカンを支配する後期チャールキヤ朝にとっては、東チャールキヤ領のカリンガ（現オリッサ地方）は、良港に恵まれ、穀倉地帯であり、さらに南下して勢力拡大するための拠点となる要衝であった。裏を返せばチョーラ朝にとっては、北インドへ進出するための重要な通路ということになる。
ラージャラージャ1世は、同様に血縁を主張して東チャールキヤ朝の領土に攻め込んだ後期チャールキヤ朝の虚をついて都カルヤーニを直接攻撃して、これを破り、クリシュナ川を越える地までを事実上の支配下におさめ、東チャールキヤ朝の宗主権の確保に成功した。
また、ケーララを支配下に収めたラージャラージャ1世は、台頭著しいアラブ商人に対抗して西方貿易の利を確保するため海軍をおくってモルディブ諸島までも征服した。
ラージャラージャ1世は、首都に多くのシヴァ、ヴィシュヌ寺院を建設したが、そのうち世界遺産でもあるブリハディーシュヴァラ寺院（当時は王の名をとって「ラージャラージェーシュヴァラ寺院」と呼ばれた）は、1010年に完成している。また1013年には、北宋に通商のための使者をはじめて送っている。
息子のラージェーンドラ1世（在位：1012年 - 1044年）は、ガンジス河畔まで遠征軍を送ったり、スマトラのシュリーヴィジャヤ王国に1017年と1025年に海軍を遠征させるなど、チョーラ朝の領土は最大となり、チョーラ朝は勢威を示した。
ラージェーンドラ1世の時代に、インド洋から中国に至るまでの制海権を支配し、貿易の利を独占した。また、首都をタンジャーヴールから北方のガンガイコンダチョーラプラムに遷都し、同地に壮大なシヴァ寺院であるラージェーンドレーシュヴァラ寺院を建設した。
また、ラージェーンドラ1世は、東チャールキヤ朝との関係を一層強め、東チャールキヤ王ラージャラージャ・ナレーンドラに王女アマンガ・デーヴィを嫁がせるなど、通婚関係を深めた。

### 東チャールキヤ朝との合体と後期チャールキヤ朝との争い
その後もチョーラ朝はその版図を維持し、ヴィーラ・ラージェーンドラ（在位：1063年 - 1069年）のときにシュリーヴィジャヤ王のためにスマトラ島で起こった反乱を鎮定している。
1070年、チョーラ朝の王位が空位になると、ラージャラージャ・ナレーンドラの子で、ラージェーンドラ2世（在位：1052年 - 1063年）の娘婿にあたる、当時東チャールキヤ王であったクローットゥンガ1世（在位：1070年 - 1118年）がチョーラ王も兼任し、以後、東チャールキヤ王家は、チョーラ朝と一体となった。
一方、後期チャールキヤ朝では、1068年以降ソーメーシュヴァラ2世が王であったが、弟のヴィクラマーディティヤは納得せず、王朝の版図の南側に拠点を築いて独立していた。クローットゥンガ1世は、ソーメーシュヴァラ2世を支援したが、1076年ヴィクラマーディティヤは、ついに兄王ソーメーシュヴァラ2世を捕らえて、自らがヴィクラマーディティヤ6世として即位することになった。
ヴィクラマーディティヤ6世はもともと、チョーラ朝と東チャールキヤ朝が合体するのに反対で、チョーラ朝は内政に干渉され、一時的ではあるがこの地の支配権を奪われた。またセイロンで反乱が起こって失われ、後期チャールキヤ朝の封臣であるマイソールのホイサラ朝に攻められるなど厳しい状況にさらされたが、クーロットゥンガ1世は内政につとめて一定の治績をあげ、王朝の安定に努めた。
1077年に宋に送った通商使節は、70人に達し、中国側には「ガラス器、樟脳、綿織物、犀の角、鹿の角、象牙などの品々が捧げられ、81800本分の銅貨を下賜した。」という記述が残されている。

### チョーラ朝の衰退と滅亡

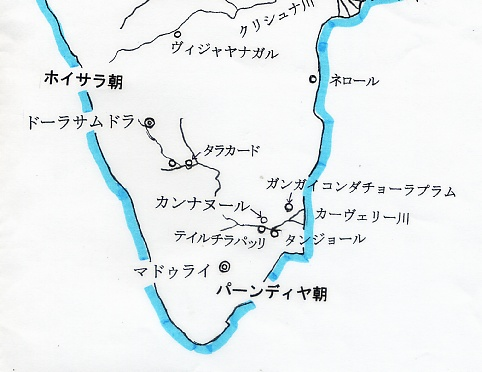
終末期のチョーラ朝とホイサラ朝、パーンディヤ朝

その後、チョーラ朝は、優れた寺院建築を残したもののじわじわと衰え、地方領主層の台頭が目立つようになってくる。
クローットゥンガ3世（在位：1178年 - 1218年）の治世には、1190年にパーンディヤ朝が南インドで復活し、次王ラージャラージャ3世（在位：1216年 - 1246年）の治世には旧都タンジャーヴールまで攻め込まれ、チョーラ朝はますます衰退していった。さらに、後期チャールキヤ朝が分裂してできたホイサラ朝、カーカティーヤ朝も弱体化したチョーラ朝に目をつけ、その領土を侵略した。
だが、ラージャラージャ3世の治世、ホイサラ朝がパーンディヤ朝との対立からチョーラ朝と同盟を結び、1250年にラージェーンドラ3世（在位：1246年 - 1279年）はパーンディヤ朝の軍を破っている。
しかし、チョーラ朝の衰退は止めることはできず、1264年チョーラ朝とホイサラ朝の連合軍はパーンディヤ朝の軍に敗れ、ネロールまで侵入された。
そして、1279年にチョーラ朝とホイサラ朝の連合軍はパーンディヤ朝の軍に敗北し、首都ガンガイコンダチョーラプラムを落とされ、チョーラ朝は滅亡した（ラージェーンドラ3世は殺害されたようである）。

## 統治機構・社会
チョーラ朝の王の権威は強力で、王に助言するための大臣の会議、身辺警護兵がいた。また、「三つの足」と称せられる戦象部隊、騎兵部隊、歩兵部隊のほかに強力な海軍をもっていた。
海軍は、ラージェーンドラ1世時代には、モルディブ諸島、マラバール海岸、コロマンデル海岸、ベンガル湾全域、スマトラ島付近までの海域を支配できるほど強力であった。
国内は、9つのマンダラムと呼ばれる州に区分され、しばしば王子たちが長官に任命された。マンダラムは、バラナードゥとかコータムと呼ばれる区域で分けられ、バラナードゥやコータムは、さらにナードゥに区分された。ナードゥは、数十箇所かあるいはそれ以上の数の村落によって構成されていて、村落寺院に残る刻文によって当時の様子についての情報をある程度得ることができる。
チョーラ時代の村落は、バラモンに与えられたブラフマデーヤ村落とそれ以外の村落があって、前者には、サバイ、後者にはウールと呼ばれる自治的共同組織があった。サバイについての研究はS.Krishnawami Aiyangarなどの研究者によってその自治的機能が優秀であったことが明らかにされている。
つまり、ブラフマデーヤ村落は、地租を免除されるかわりに地租の査定や徴集を行うための組織や治安維持や裁判を行うための組織、治水、灌漑を統御して各村落や畑に水の配分をおこなう組織があって、一般的な村落では、農民たちが土地を共同保有し、共同で耕作を行い、ウールの会議によってさまざまな細かい取り決めをしていたので、王権との強い結びつきがあった。
だが、バラモンのもとにあるブラフマデーヤ村落はほかの村落をまとめてその地方の統治秩序や生産活動を先導する役割を担っており、中央集権的ではなくカーストやそれに関連する職業ごとの社会的組織などが社会を統合する機能を担っていて、官僚への給与の支払いに税収をもたらす土地を割り当てたことからも緩やかな封建制であったと考える研究者もいる。
チョーラの王たちは、交易の振興や軍用道路として道路網の整備を行い、カーヴェリー川などの河川から灌漑用の水路がひかれ、多くの貯水池がつくられた。また地租を徴集するためにその適切な課税額を把握するため、一種の検地が行われた。また、特筆すべきなのは、道路網の整備や海軍の警察力によって北インドやジャワやスマトラ方面にまで交易活動をおこなうような商人ギルドが存在したことである。